# Усе залишається людям
«Усе залишається людям» (рос. «Все остается людям») — російський радянський художній фільм 1963 року. За мотивами однойменної п'єси Самуїла Альошина.

## Зміст
Дронов талановитий учений. Він спроектував і створив абсолютно унікальний двигун, що випереджав свій час. Однак його практичне втілення поки далеко не ідеальне. Потрібен час на доведення, а у Дронова через хворобу серця його немає. Вчений кидає всі свої турботи і повністю занурюється у справу доведення двигуна до ладу, хоча стоїть на порозі смерті.

## Ролі
- Микола Черкасов — Федір Дронов, вчений
- Софія Пилявська — Наталія Дмитрівна, його дружина
- Андрій Попов — отець Серафим
- Еліна Бистрицька — Ксенія Румянцева
- Ігор Озеров — Олексій Вязьмін
- Ігор Горбачов — Морозов
- Юхим Копелян — Філімонов
- Яків Малютін — академік Моргунов
- Антоніна Павличева — Тамара Іванівна
- Борис Рижухін — Сизов
- Галина Анісімова — Ася
- Павло Панков — Трошкін
- Віра Кузнецова — Ганна Павлівна
- Лев Свердлін — директор

## Знімальна група
- Режисер: Георгій Натансон
- Оператор: Сергій Іванов
- Композитор: Владлен Чистяков
- Художник: Микола Суворов

## Нагороди
- Премія за найкраще виконання чоловічої ролі на Всесоюзному кінофестивалі (Микола Черкасов) (1964)
- Ленінська премія (Микола Черкасов) (1964)